# Paravelleda albofasciata
Paravelleda albofasciata là một loài bọ cánh cứng trong họ Cerambycidae.